# سكوت جامر
سكوت جامر (بالإنجليزية: Scott Gammer)‏ مواليد 24 أكتوبر 1976 في ويلز، المملكة المتحدة، هو ملاكم ويلزي يصنف ضمن فئة الوزن الثقيل.

## إحصائيات
خاض خلال مسيرته 22 نزالا، فاز في 18 وتعادل في 1 وخسر في 5. فاز بالضربة القاضية في 9 نزالا.

## روابط خارجية
- سكوت جامر على موقع بوكس ريك (الإنجليزية) (registration required)